# Spray (musikgrupp)
Spray var en svensk poprockgrupp. Bandet bestod av Jonas Warnerbring (sång), Gunnar Nilsson (gitarr), Per Erik Erkesjö (bas), Staffan Grenklo (keyboard) och Werner Lindström (trummor).
I slutet av 1970-talet inledde Jonas Warnerbring ett samarbete med gitarristen Gunnar Nilsson, med vilken han senare bildade gruppen Spray. Gruppen fick LP-kontrakt med skivbolaget CBS Records och nådde framgång med singelhiten Alla Kalla Killarna 1981. Bandet turnerade flitigt i början av 1980-talet och uppträdde med kända band som Europe och Gyllene Tider.